# Świat Muminków

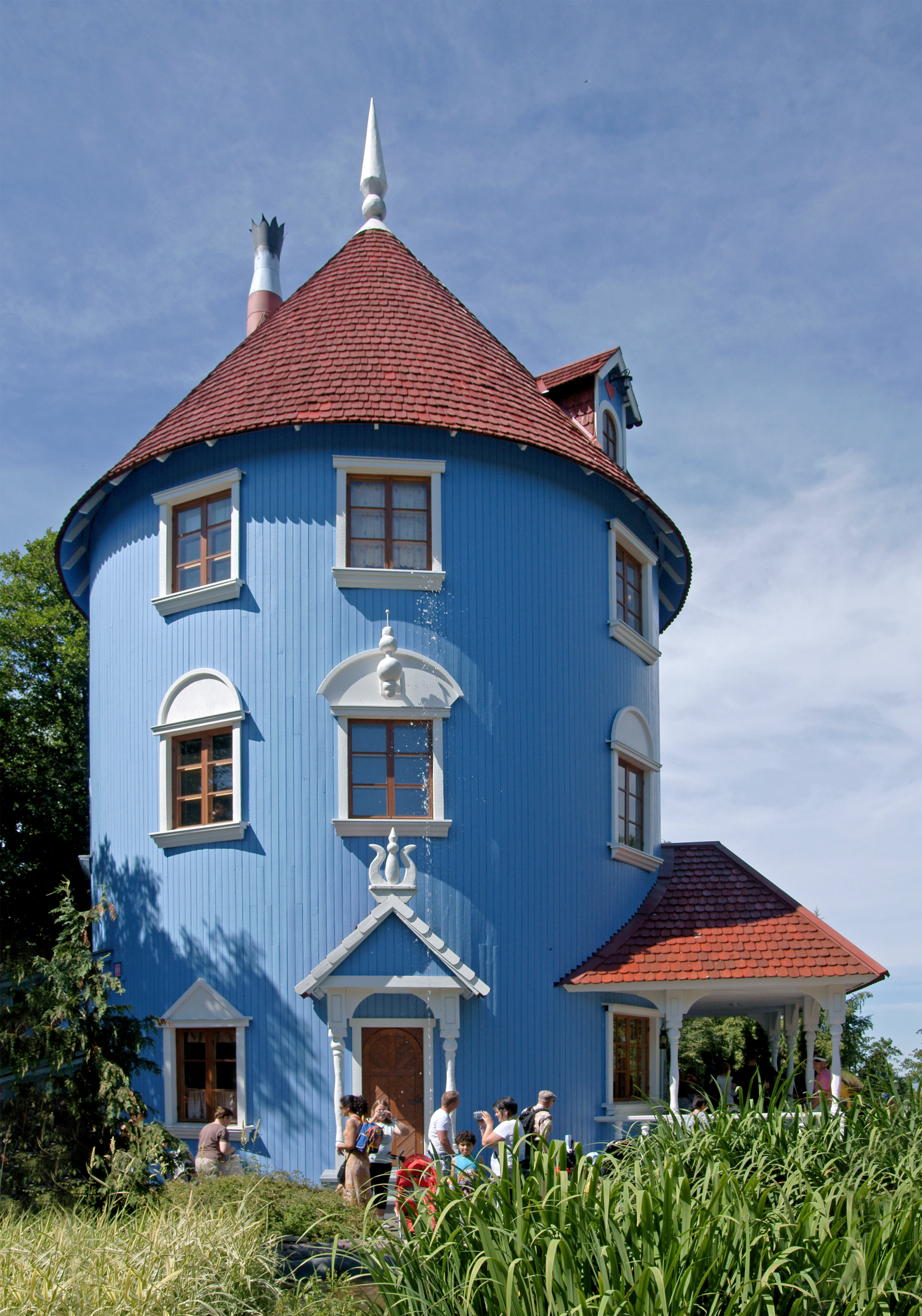
Dom Muminków w Świecie Muminków

Świat Muminków (fiń. Muumimaailma) – park rozrywki poświęcony Muminkom powstały w 1993. Położony jest na wyspie Kailo w pobliżu Naantali w Finlandii.
W parku znajdują się obiekty zbudowane na podstawie serii książek o Muminkach autorstwa Tove Jansson. Zwiedzający mogą także spotkać bohaterów serii.